# 千石用水路

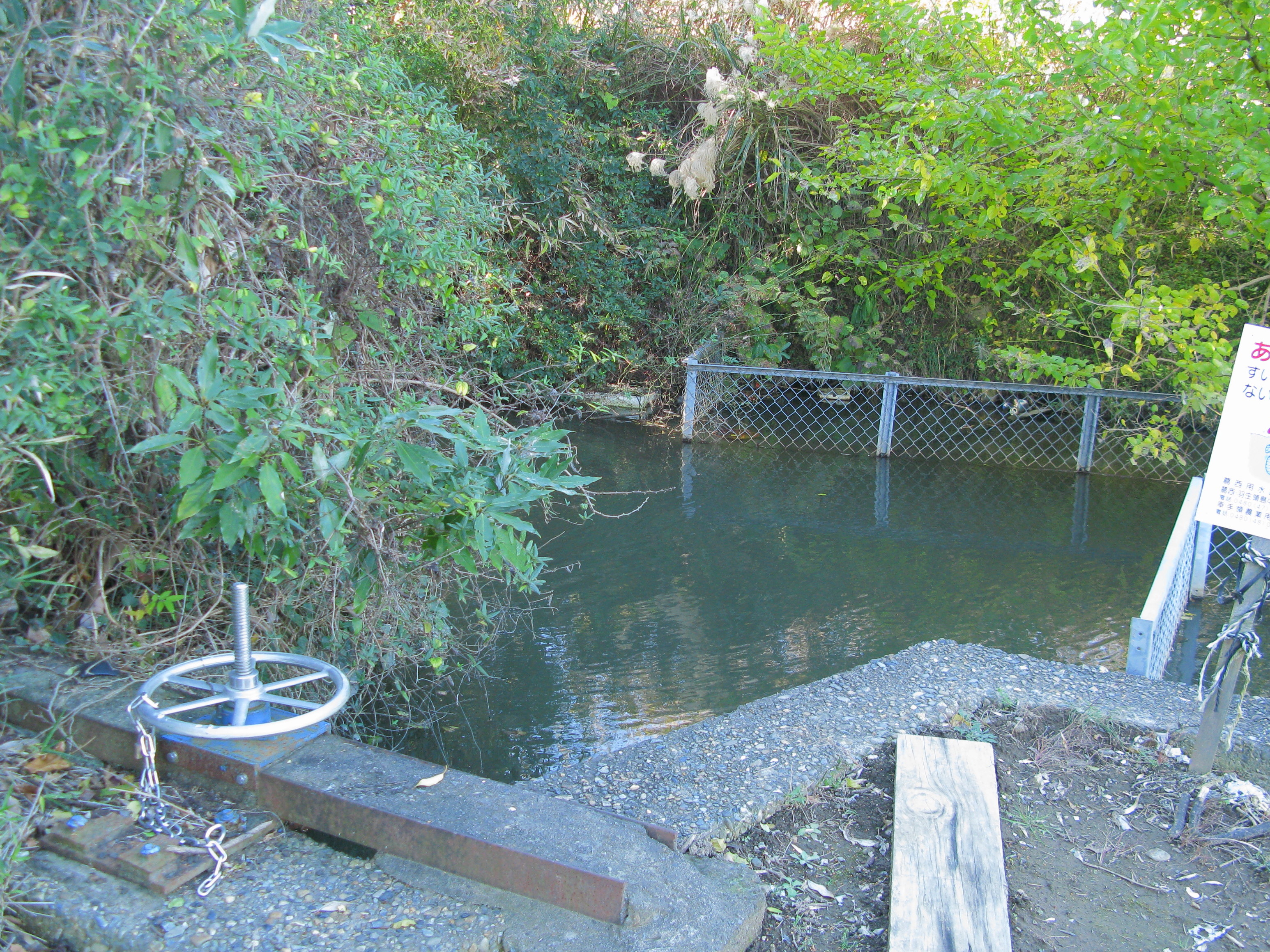
千石用水路の起点

千石用水路（せんごくようすいろ）は、埼玉県幸手市・北葛飾郡杉戸町を流れる農業用水路である。

## 概要
埼玉県幸手市大字上高野と北葛飾郡杉戸町大字下野の境界の南側用水路より分水し、幸手団地と高野台の住宅地との間に所在する水田の灌漑に用いられている。おおよそ倉松川（北方を流下）と大膳堀（南方を流下）に挟まれた区域を灌漑している。一部では杉戸町高野台の住宅団地と幸手市上高野の水田地帯との境界を成している。詳細な流路に関しては以下の流路節を参照されたい。

## 流路
- 水源：南側用水路
- 起点：埼玉県幸手市大字上高野（北側）と北葛飾郡杉戸町大字下野（南側）の境界にて南側用水路より分水する。
- 福正院の北側・東側に沿って流れ、その後大字下野を南東へ流下する。
- 幸手市上高野（北側）と杉戸町高野台西（南側）の境界を南東へ流下する。
- 杉戸高野台駅の北方で東武日光線を東側へ横断し、幸手市大字上高野（北側）と杉戸町高野台東（南側）の境界を流下し、国道4号を横断する。
- 大字茨島・大字大島の南西部を南東へ流下し、大字大島の南部にて水路を伏せ越す。
- 大字杉戸の北部を倉松川の南方に沿って、道路南側沿いに東へ流下する。一部では暗渠化されている。
- 大字杉戸（北側）と内田3丁目（南側）の境界を東へ流下し、内田3丁目バス停手前で流路を南へと変え、杉戸小学校の北東、念仏橋（大膳堀橋梁）の西側にて大膳堀に合流し終点となる。
- 終点：大膳堀

## 橋梁
- （東武日光線橋梁）
- （杉戸高野台駅東口前橋梁）
- （国道4号橋梁）
- （埼玉県道26号境杉戸線）

橋は数多くあるが、名称のついたものは少ない。